# ELTE Gazdaságtudományi Kar
Az Eötvös Loránd Tudományegyetem Gazdaságtudományi Kara (röviden: ELTE GTK) az egyetem legfiatalabb kara.

## Épülete
Épülete a Budapest, Rákóczi út 7. szám alatti volt Stern-bérház (épült: 1889–1895, tervezte: Schmahl Henrik).

## Történet

### A kar szervezésének előzményei
1920-ban jött létre a Budapesti Tudományegyetemi Közgazdaságtudományi Kar, amelyet jogelődjének tekint az ELTE Gazdálkodástudományi Intézet, mely 2021. augusztus 1-jétől Gazdaságtudományi Karrá (GTK) alakult.
A ELTE Szenátusa 2016. november 29-én kapott hivatalos tájékoztatást arról, hogy Budapesti Műszaki és Gazdaságtudományi Egyetem Gazdaság- és Társadalomtudományi Kara (BME GTK) – a hónapokon óta zajló, a sajtóban is megjelenő konfliktusos helyzet lezárásaként – kezdeményezte a fenntartónál a Kar kiválását és áthelyezését az ELTE szervezetébe, mivel nem látja biztosítottnak további működésének feltételeit a BME-n belül. Az átszervezés kérdése körül viták alakultak ki (amelyben kezdetben maga az Emberi Erőforrások Minisztériuma cáfolta, hogy intézményközi átalakításokat terveznének). A vita előzménye az volt, hogy 2016. október 24-én Józsa János, a BME akkori rektora előbb felfüggesztette, majd pedig november 9-én elbocsátotta állásából Andor Györgyöt, a GTK dékánját (amelyet követően demonstrációt is szerveztek Andor mellett). Az Emmi Oktatásért Felelős Államtitkársága végső soron december 5-én kezdeményezte, hogy a GTK – kérésének megfelelően – 2017. augusztus 1-jétől az ELTE-n belül működjön tovább. Az ELTE Szenátusa december 12-i ülésén támogatta, hogy a GTK – az általa gondozott gazdaságtudományi és társadalom-, illetve bölcsészettudományi képzési feladatokkal (szakokkal) együtt – integrálódjon az egyetem szervezetébe a fenntartó által megadott időponttól kezdődően. A szervezeti átalakulások mérlegelésében szerepet játszottak a nemzetközi tendenciák is, éppen ezért tekintette a képzési és tudományos portfólió bővítését pozitív fejlődési iránynak az ELTE. A BME Szenátusa ugyanakkor 2017. január 10-i ülésén elfogadott egy olyan előterjesztést, amelyet az általuk december 19-én életre hívott testület készített elő. Ebben a BME GTK problémáinak intézményen belüli megoldását szorgalmazták, egyúttal pedig megerősíteni szándékoztak azt, hogy az egyetem integritása a továbbiakban is  változatlan maradjon, amelyhez fenntartói támogatást is kértek. Másnap a GTK Szenátusa ugyanakkor nem fogadta el az egyetem vezetőségének döntését, és továbbra is a Kar távozását szorgalmazták. Maga az Emmi is támogatta BME vezetésének céljait, ugyanakkor egyetértettek az ELTE portfólióbővítési törekvéseivel a gazdaságtudományi területek irányába.
Az eseményekkel párhuzamosan az ELTE elkezdte felépíteni saját gazdaságtudományi képzésének infrastrukturális hátterét, és a Szenátusa 2017. május 29-én elfogadta az egyetem gazdaságtudományi oktatási-kutatási fejlesztési tervét, majd június 26-án megalapította a rektor alá tartozó, kari önállóságú Gazdálkodástudományi Intézetet (ELTE GTI). Következő lépésben az egyetem vezetése 2021. május 31-i ülésén támogatta, hogy az Intézet Karrá alakuljon a későbbiekben.
Az oktatásszervezési problémák (vagyis, hogy az új tanév elején közel 40 oktató távozik a BME-ről) áthidalása érdekében a két egyetem 2017. augusztus 31-én megállapodást kötött arról, hogy az induló tanévben az ELTE GTI oktatói az összes gazdaságtudományi alap- és nappali mesterszakon, a számvitel mesterszakon, valamint az MBA szak kifutó évfolyamán oktatják a pénzügyi, számviteli és jogi tárgyakat, illetve gondozzák a projektfeladatokat, szakdolgozatokat és a diplomaterveket is, 2018 őszétől pedig már csak a pénzügy és számvitel alapszakon, a pénzügy mesterszakon, valamint a számvitel mesterszakon folytatnak oktatói munkát.

### Egyetemi karrá alakulás
2020. január 28-án adták át a GTI új, Rákóczi úti épületét, 2021. november 3-án pedig György László, az Innovációs és Technológiai Minisztérium gazdaságstratégiáért és szabályozásért felelős államtitkára, Borhy László, az ELTE rektora, Scheuer Gyula, az ELTE kancellárja és Andor György, az ELTE Gazdaságtudományi Karának dékánja ünnepélyes keretek között adták át az ELTE GTK új vizsgaközpontját Budapesten. Az épület a Rákóczi út és Szentkirályi utca sarkán található. A renovált épületben egyszerre kétszáz hallgató vizsgázhat a 21. század elvárásainak megfelelő, kontrollált körülmények között.
Négy alapszak és hat mesterszak oktatása folyik a karon, emellett doktori iskolával is rendelkezik. Mesterszakjai közül mindegyik piacvezető. Az oktatók nagyobb része egyetemi professzor és docens. A Kar már Gazdálkodástudományi Intézetként is kari önállóságú szervezeti egységeként működött: önállóan szervezte az oktatást és a kutatást, önállóan gazdálkodott, alakította működési rendjét. A hazai felsőoktatásban már korábban is a karok között tartották nyilván, így vált a gazdasági képzések meghatározó szereplőjévé.
Magyarországon ezt a kart választja a legtöbb már diplomás hallgató: az ELTE GTK a legnagyobb hazai mesterképző kar, 2021-ben 1500-an jelentkeztek első helyen, vagyis a már legalább alapdiplomával rendelkezők közül a legnagyobb létszámban ezen a képzőhelyen kívánják tanulmányaikat folytatni.

## Vezetés
| Fejléc szövege               | Fejléc szövege        |
| ---------------------------- | --------------------- |
| Dékán                        | Margitay Tihamér      |
| Oktatási dékánhelyettes      | Tóth Zsuzsanna Eszter |
| Kommunikációs dékánhelyettes | Verebics János        |
| Nemzetközi dékánhelyettes    | Zemplén Gábor         |

### Dékánjai
- Andor György (2021. augusztus 1.–2022. október 1.)[23]
- Margitay Tihamér (2022. október 1.–jelenleg)[24]

## Tanszékek
A kar jelenleg négy tanszékből áll.
| Tanszék                             | Tanszékvezető  |
| ----------------------------------- | -------------- |
| Pénzügy és Számvitel Tanszék        | Ormos Mihály   |
| Menedzsment és Üzleti Jog Tanszék   | Pázmándi Kinga |
| Összehasonlító Gazdaságtan Tanszék  | Dombi Ákos     |
| Marketing és Érveléselmélet Tanszék | Láng Benedek   |

## Képzések
A karon 3 ciklusban folyik az oktatás: alapképzés, mesterképzés és doktori képzés.
| Képzési szint  | Szak |
| -------------- | --- |
| Alapképzés     | - Gazdálkodási és menedzsment - Kereskedelem és marketing - Nemzetközi gazdálkodás (magyar nyelven) - Nemzetközi gazdálkodás (angol nyelven) - Pénzügy és számvitel (magyar nyelven) - Pénzügy és számvitel (angol nyelven) |
| Mesterképzés   | - Marketing - Master of Business Administration (MBA) - Nemzetközi gazdaság és gazdálkodás - Pénzügy - Számvitel - Vezetés és szervezés                                                                                     |
| Doktori képzés | - Gazdálkodás- és Szervezéstudományi Doktori Iskola |